# Sherlock Holmes (filme de 1922)
Sherlock Holmes é um filme de drama dos britânico-estadunidense dirigido por Albert Parker e lançado em 1922.